# Tetramorium striativentre
Tetramorium striativentre är en myrart som beskrevs av Mayr 1877. Tetramorium striativentre ingår i släktet Tetramorium och familjen myror. Inga underarter finns listade i Catalogue of Life.